# Praktische Volks-almanak

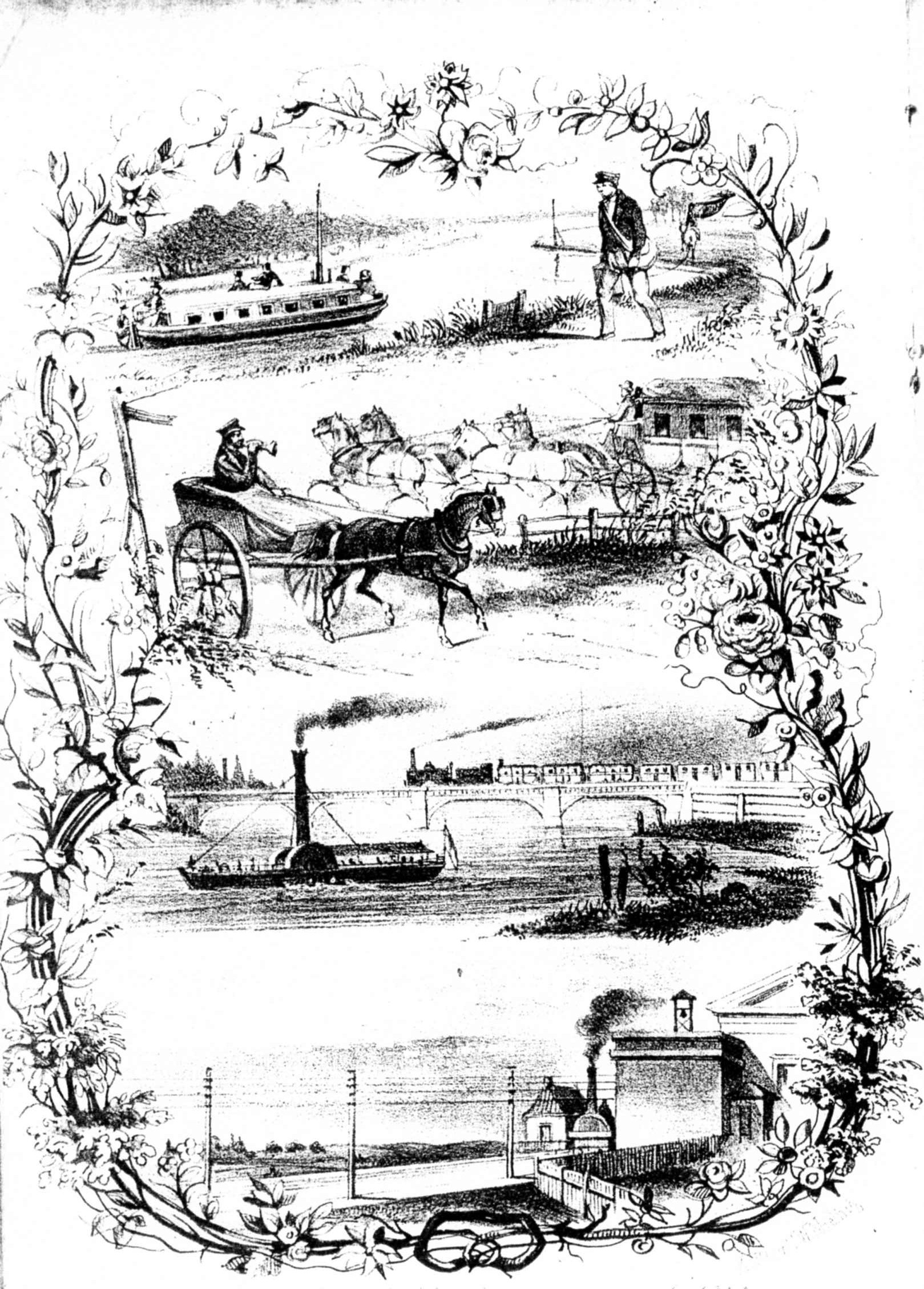
De Praktische Volks-almanak van 1855, litho naast de titelpagina. Van boven naar beneden: de trekschuit, de diligence, de stoomboot, de stoomtrein en de telegraaf langs het spoor: het Nederland dat zich rond 1850 opmaakt voor de toekomst.

De Praktische Volks-almanak was een Nederlands jaarboek. In 1854 verscheen de eerste jaargang ervan, in 1863 de tiende en laatste.
De ondertitel brengt de ambitie onder woorden: Jaarboekje ter verspreiding van kennis der toegepaste wetenschappen, onder alle standen der maatschappij. De oprichters waren W.M. Logeman, instrumentmaker en leraar natuurkunde en D. Lubach, arts, beiden in Haarlem. Ze droegen zelf veel artikelen bij (Logeman ook onder het pseudoniem Ln.), maar ze staan pas in de editie van 1860 expliciet als redacteur vermeld. De eerste vier jaargangen varen onder de vlag van een lange rij ‘medewerkers’. Die vormden een prominent gezelschap van vooraanstaande geleerden en mannen met een belangrijke maatschappelijke functie. Onder hen waren naast Logeman en Lubach de staatsrechtgeleerde J.T. Buys, de jurist en inspecteur-generaal mr P.W. Alstorphius Grevelink, de economen S. Vissering en J.L. de Bruyn Kops, en invloedrijke mannen die de verbetering van de Nederlandse landbouw propageerden, zoals de botanici H.C. van Hall en W.H. de Vriese, en de geoloog W.C.H. Staring.
In de eerste jaargang leggen de redacteurs de titel van het nieuwe jaarboek uit. Er zijn meer volks-almanakken, schrijven ze, die zijn de soort goedkope almanak met gedichtjes en verhalen en soms ook nog wat historische wetenswaardigheden. De Praktische Volks-almanak wil echter meer doen, namelijk het volk in brede kring bekend maken met de nieuwe uitvindingen en de nieuwe wetenschappelijke inzichten die het leven concreet kunnen verbeteren.
‘De Almanak moet een Volksboek worden’. De geleerde medewerkers kozen ‘praktische’ onderwerpen en schreven daarover in eenvoudige taal. De invalshoek van het jaarboek is niet encyclopedisch, geen beschrijvingen van wat vroeger was, maar duidelijk maken wat nieuw is en toekomst heeft. De bijdragen gaan over zaken als elektriciteit, voeding, onderwijs, landbouw, economie, spoorwegen, gezondheid, armenzorg, altijd met praktische toepassingen, zoals bijenteelt of de pedagogische 'ontwikkelingsmethode' van Fröbel (o.a. zijn blokkendozen).
De komst van de Praktische Volks-almanak en de inzet van de medewerkers zijn voorbeelden van de energieke atmosfeer die rond 1850 in Nederland ontstond. Na de eerste helft van de 19e eeuw, een periode van vooral stagnatie en stilstand, namen ondernemende en creatieve mensen op de tereinen van techniek, wetenschap, commerciële bedrijven en het openbaar bestuur het initiatief om Nederland op te bouwen. Logeman had volgens zijn biograaf zelf ervaren dat om dit te laten slagen onderwijs en voorlichting essentieel waren. Hij had in zijn jonge jaren onder auspiciën van Teyler's Tweede Genootschap proeven met elektriciteit gedaan en daarna, in 1849, met een Haarlemse smid een fabriekje voor de productie van zeer sterke magneten gesticht. Kort voor 1863 werd het bedrijf gesloten. Er was vrijwel geen vraag naar zulke instrumenten: er waren nog maar weinigen die begrepen wat je ermee zou kunnen doen.